# Estación de Vila Nova da Rainha
La Estación Ferroviaria de Vila Nova da Rainha es una estación de la línea de Azambuja de la red de trenes suburbanos de Lisboa.